# Auch
Auch este un oraș în Franța, prefectura departamentului Gers, în regiunea Midi-Pirinei.